# Debian
Debian (pronuncia [ˈdɛbiən]) è un sistema operativo multipiattaforma che supporta varie architetture di computer, composto interamente da software libero. La sua forma più diffusa è "Debian GNU/Linux", così denominata perché utilizza al suo interno programmi di utilità provenienti dal sistema operativo GNU e utilizza Linux come kernel.

## Storia
Il progetto è stato fondato da Ian Murdock nel 1993; questi non soddisfatto di una distribuzione Linux diffusa all'epoca, la Softlanding Linux System, durante gli studi universitari tentò dapprima di modificarla e successivamente decise di creare una distribuzione alternativa partendo da zero per la quale coniò il termine Debian: unione tra il suo nome e le prime tre lettere di quello della fidanzata (poi ex-moglie) Debra.
La cronologia degli avvenimenti più importanti può essere riassunta come segue:

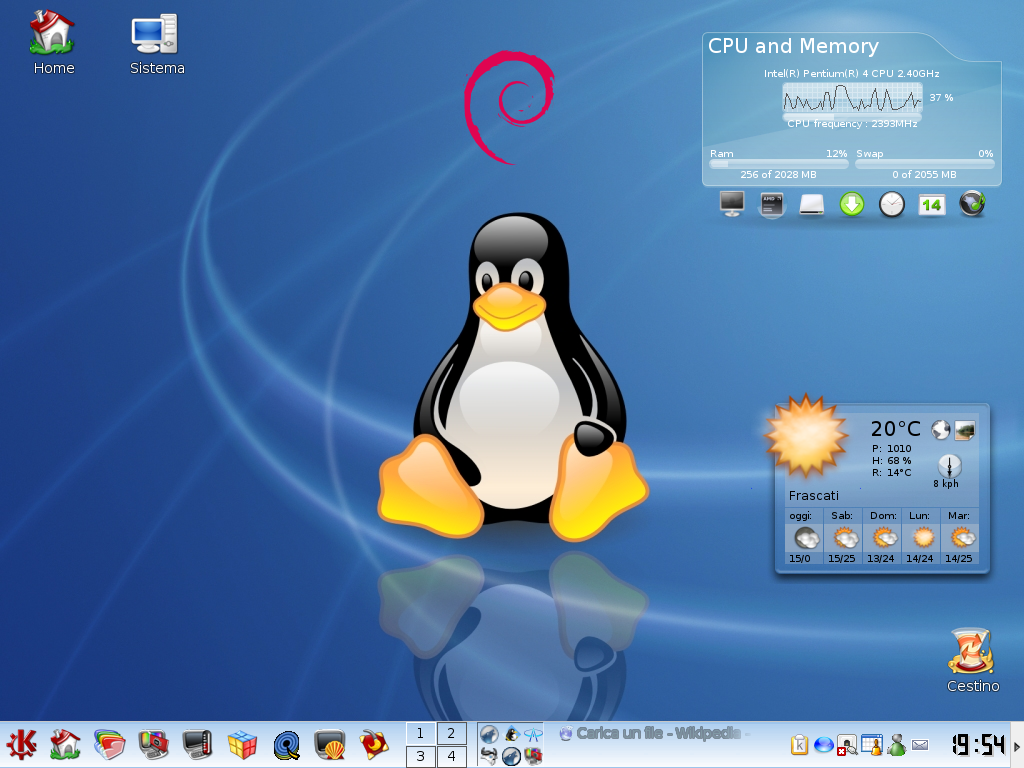
Screenshot di Debian con KDE 3 e icone Noia

- 16 agosto 1993: primo annuncio pubblico, inviato da Ian Murdock al newsgroup comp.os.linux.development.[11]

- gennaio 1994: prima revisione del Manifesto Debian. Il documento riassumeva il significato e la filosofia di Debian.[12]
- agosto 1995: inizio dello sviluppo del primo port di Debian, ovvero la prima versione per un'architettura diversa dall'Intel i386: la Motorola 68000 (m68k).[7]
- 17 giugno 1996: diffusione della prima versione stabile (Debian 1.1 "Buzz").[7]
- 16 giugno 1997: fondazione dell'organizzazione non a scopo di lucro Software in the Public Interest, per gestire legalmente le donazioni che riceveva.[7] Il progetto Debian è tuttora membro di SPI.[13]
- 5 luglio 1997: approvazione del Contratto Sociale Debian.[14]
- 24 luglio 1998: uscita della prima versione stabile multiarchitettura (Debian 2.0 "Hamm"). Architetture supportate: i386 e m68k.[7]
- 2 dicembre 1998: ratifica della Costituzione Debian.[15]
- 1999: inizio dello sviluppo di Debian GNU/Hurd, il primo port di Debian ad utilizzare un kernel diverso da Linux.[7]
- dicembre 2000: nascita della distribuzione testing. La prima testing è stata Debian 3.0 "Woody".[7]
- 2-5 luglio 2001: prima edizione di Debconf, l'incontro annuale degli sviluppatori Debian.[7]
- 5-7 luglio 2002: seconda edizione di Debconf a Toronto, Canada.[16]
- 19 luglio 2002: pubblicazione di Debian 3.0 "Woody".[7]
- 18-19 luglio 2003: terza edizione di Debconf a Oslo, Norvegia.[17]
- 26 maggio - 5 giugno 2004: quarta edizione di Debconf a Porto Alegre, Brasile.[18]
- 10-17 luglio 2005: quinta edizione di Debconf a Helsinki, Finlandia.[19]
- 9 settembre 2005: estensione del supporto di sicurezza alla distribuzione testing.
- 14-22 maggio 2006: sesta edizione di Debconf a Oaxtepec, Messico.[20]
- 8 aprile 2007: pubblicazione di Debian 4.0 "Etch".[7]
- 17-23 giugno 2007: settima edizione di Debconf a Edimburgo, Scozia.[21]
- 15-16 settembre 2007: conferenza della comunità italiana di Debian a San Donà di Piave, Italia.[22]
- Il 26 luglio 2008, è stato pubblicato un kernel dichiarato stabile (2.6.24) chiamato "etch-and-a-half", letteralmente "Etch-e-mezzo" che può essere sostituito a quello ufficiale di Etch, il 2.6.18. Questo aggiornamento, oltre a permettere il supporto di periferiche nuove, permette l'installazione di tutti quei pacchetti che si appoggiano al 2.6.24 senza dover necessariamente passare alla testing. Tra il 10 ed il 16 agosto 2008 si tiene l'ottava edizione di Debconf a Mar del Plata, in Argentina.[23]
- 14 febbraio 2009: pubblicazione di Debian 5.0 "Lenny".[7]
- 23-30 luglio 2009: nona edizione di Debconf a Cáceres, Extremadura, Spagna.[24]
- 1-7 agosto 2010: decima edizione di Debconf a New York, USA.[25]
- 5 febbraio 2011: pubblicazione di Debian 6.0 "Squeeze", si tratta della prima versione stabile di Debian che include anche un kernel BSD (Debian GNU/kFreeBSD)[26].
- 24-30 luglio 2011: undicesima edizione di Debconf a Banja Luka, Bosnia ed Erzegovina.[27]
- 7-14 luglio 2012: dodicesima edizione di Debconf a Managua, Nicaragua.[28]
- 4 maggio 2013: pubblicazione di Debian 7.0 "Wheezy".[7]
- 1-2 giugno 2013: Debian/Ubuntu Community Conference Italia 2013 a Palazzo dei Priori, Fermo, Italia.[29]
- 11-18 agosto 2013: tredicesima edizione di Debconf a Vaumarcus, Svizzera. In tale occasione sono stati festeggiati i 20 anni di Debian.[30]
- 17 giugno 2017: pubblicazione di Debian 9.0 "Stretch"; questa versione è stata dedicata allo stesso Murdock, suicidatosi nel 2015.
- 6 luglio 2019: pubblicazione di Debian 10.0 "Buster".
- 14 agosto 2021: pubblicazione di Debian 11.0 "Bullseye".
- 10 giugno 2023: pubblicazione di Debian 12.0 "Bookworm".
- 9 agosto 2025: pubblicazione di Debian 13 "Trixie".

## Descrizione

### L'ideologia
Il motto di Debian è «il sistema operativo universale» riferendosi alla collaborazione di volontari da ogni parte del mondo aderenti al Debian Project e alla distribuzione di oltre 56 000 pacchetti, fornendo programmi general purpose pre-compilati nativamente per ogni architettura prevista dal progetto, organizzati per facilitarne l'installazione, l'aggiornamento, l'utilizzo e la gestione.
Debian rispetta la filosofia alla base di GNU e del software libero (sebbene il sito ufficiale del progetto GNU non annoveri Debian tra le distro interamente libere, per la presenza dei repository contrib e non-free), le rigide politiche riguardo alla qualità dei pacchetti e le release, il modo aperto di sviluppare e testare il software e la libertà di scelta concessa all'utente. Il progetto ha tra i suoi obiettivi quello di creare "il sistema operativo universale": sono stati sviluppati dei port per altri kernel, fra i quali Debian GNU/Hurd, Solaris, NetBSD, e FreeBSD. Di questi port l'unico ad essere stato pubblicato ufficialmente è quello con kernel FreeBSD (Debian GNU/kFreeBSD). In Debian la tradizionale suddivisione tra software di sistema e software applicativo perde gran parte del suo significato: l'intero parco software è infatti gestito in modo identico, indifferentemente dalla funzione svolta dal singolo programma. Tutti i programmi con esso distribuiti vengono quindi compilati, raggruppati per coerenza e resi disponibili sotto forma di pacchetti software, in modo da renderli il più possibile compatibili fra loro e facilmente gestibili. In modo simile funzionano FreeBSD, OpenBSD e derivati.
Il progetto Debian è famoso nella comunità open source per la maniacalità con cui ogni singolo pacchetto viene testato, al fine di eliminare (in linea teorica) ogni possibile malfunzionamento. Per comprendere meglio i requisiti di stabilità del progetto, è sufficiente ricordare che i pacchetti ufficiali della maggior parte delle distribuzioni (come ad esempio Fedora o Mandriva) hanno una stabilità classificabile fra il ramo unstable e quello testing del progetto Debian. Questa politica estremamente rigida ha però prodotto quello che secondo molti è l'aspetto più negativo e sicuramente il più controverso del progetto, ovvero la lentezza nel ritmo degli aggiornamenti. Sebbene il ramo testing sia nella maggior parte dei casi abbastanza affidabile per l'utenza domestica (e per questo spesso preferito al ramo stabile, specialmente in ambiente desktop), la scarsa frequenza degli aggiornamenti ha provocato la migrazione di molti utenti ad altre distribuzioni, come ad esempio Ubuntu (che secondo molti è nata proprio con l'intento di offrire un sistema operativo simil-Debian con un ciclo di sviluppo più accettabile). È tuttavia da notare che ogni versione non rimane immutata durante il suo periodo di vita, poiché il software di ogni release stabile viene continuamente aggiornato, rendendo possibile mantenere sempre il passo con la risoluzione di problemi di sicurezza informatica.

### I principi
Il "Progetto Debian si distingue da tutti gli altri per la sua peculiare forma di organizzazione. La sua struttura infatti si ispira a quella di una vera e propria società democratica, tanto che il documento che stabilisce le regole interne al progetto è chiamato Costituzione Debian. Un altro importante documento è il Contratto Sociale che esprime l'impegno del progetto in favore del software libero e dei suoi utenti.
Tutti i partecipanti al progetto sono volontari e non esiste un'azienda di riferimento che lo finanzi; tutte le spese sono pagate dalle donazioni raccolte attraverso "Software in the Public Interest" (SPI Inc.), una organizzazione non-profit per i progetti di software libero. Debian è quindi considerata da molti come la sola tra le maggiori distribuzioni GNU/Linux ad essere libera da interessi commerciali.
Non esiste una struttura gerarchica né ruoli dirigenziali; vi sono solo alcuni membri del progetto ai quali sono demandate delle funzioni specifiche, ad esempio la gestione dei server e dell'archivio dei pacchetti (ftp-master) o il coordinamento della pubblicazione delle versioni stabili (release manager). L'unico ruolo "di comando" è quello di Debian Project Leader, formalmente a capo del progetto, che viene eletto con mandato annuale; ma anche questo incarico è principalmente rappresentativo e di coordinamento e i suoi poteri effettivi sono limitati. Tutte le decisioni più importanti vengono prese a maggioranza dai Debian Developers, cioè dai membri ufficiali del progetto (attualmente sono circa 1000), tramite votazione.
Le discussioni interne al progetto si svolgono generalmente sulle numerose mailing list di Debian, ognuna dedicata a uno specifico argomento. Non sono infrequenti discussioni accese e talvolta veri e propri litigi. Alcuni ne ricavano l'impressione che il tasso di conflittualità all'interno del progetto sia molto alto; altri replicano che in altri progetti vi è presumibilmente un tasso ancora più alto, ma non viene percepito all'esterno perché le discussioni non sono pubbliche.

### La "Do-ocracy"
La do-ocracy è uno dei principi utilizzati dalla progetto Debian per organizzare la comunità. Con do-ocracy (termine che nasce dall'unione delle parole inglesi "do" e "democracy"; letteralmente fare-crazia, anche se il termine viene utilizzato nella forma originale anche in altre lingue) si intende una forma di organizzazione che ruota intorno ad un progetto aperto a chiunque dove gli individui eseguono in maniera indipendente le mansioni che si auto-affidano per lo svolgimento dell'obiettivo progettuale. Pertanto la responsabilità di portare a termine il progetto è assunta direttamente da chi svolge il lavoro piuttosto che assegnata tramite elezioni o cariche pubbliche. In origine, questo modello è stato introdotto nel partito libertariano americano da Sean Haugh e Michael Gilson-De Lemos. Il termine è molto popolare anche fra i partecipanti del festival Burning Man.

### I "Debian Project Leader"
Il Debian Project Leader (DPL), eletto annualmente tra gli sviluppatori Debian, è la persona che rappresenta in tutto il mondo il progetto Debian e ne definisce le linee guida. Il progetto ha avuto i seguenti leader:
- Ian Murdock agosto 1993 - marzo 1996
- Bruce Perens aprile 1996 - dicembre 1997
- Ian Jackson gennaio 1998 - dicembre 1998
- Wichert Akkerman gennaio 1999 - marzo 2001
- Ben Collins aprile 2001 - aprile 2002
- Bdale Garbee aprile 2002 - aprile 2003
- Martin Michlmayr marzo 2003 - marzo 2005
- Branden Robinson aprile 2005 - aprile 2006
- Anthony Towns aprile 2006 - aprile 2007
- Sam Hocevar aprile 2007 - aprile 2008
- Steve McIntyre aprile 2008 - aprile 2010
- Stefano Zacchiroli aprile 2010 - aprile 2013
- Lucas Nussbaum aprile 2013 - aprile 2015
- Neil McGovern aprile 2015 - aprile 2016
- Mehdi Dogguy aprile 2016 - aprile 2017
- Chris Lamb aprile 2017 - aprile 2019
- Sam Hartman aprile 2019 - aprile 2020
- Jonathan Carter aprile 2020 - aprile 2024
- Andreas Tille aprile 2024 - in carica

## Caratteristiche

### Architetture supportate
Le architetture supportate vanno dalla ARM, comunemente utilizzata nei piccoli sistemi integrati, alla System/390 dei grandi mainframe IBM, passando per le più comuni architetture x86 e AMD64, tipiche dei moderni personal computer.
La versione corrente (Bookworm) supporta le seguenti architetture; tra parentesi è indicata la sigla Debian:
1. Intel x86-based (i386)
2. AMD64 & Intel EM64T (amd64)
3. ARM (armel e armhf per i dispositivi con unità di calcolo in virgola mobile)
4. Intel IA-64 (ia64)
5. MIPS (big endian, mips e little endian, mipsel, mips64el)
6. SPARC (sparc)
7. IBM S/390 e zSeries (s390)
8. IBM System z (s390x)

### Installazione e aggiornamento

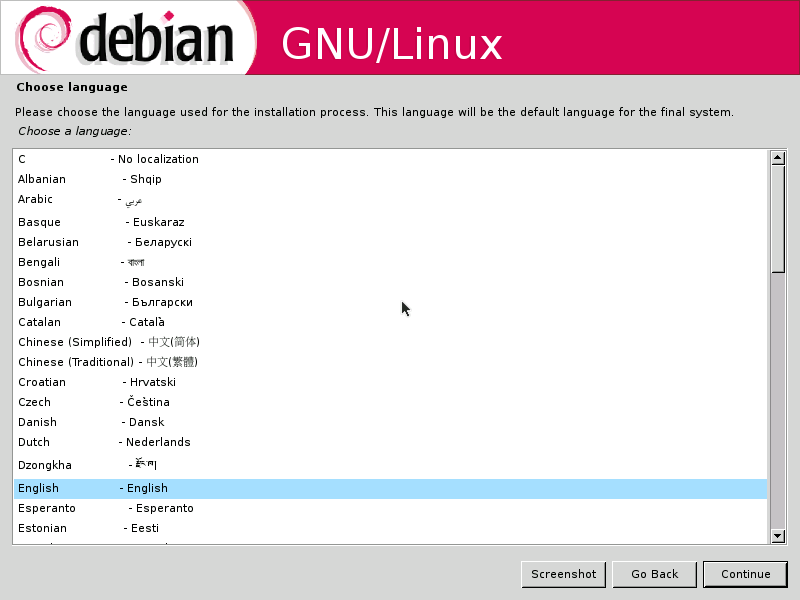
Schermata di Debian-Installer.

L'installazione di Debian è assistita da un apposito programma, il Debian-Installer, disponibile con interfaccia testuale o grafica; sono anche disponibili delle versioni live CD che dalla versione 10 utilizzano il programma d'installazione denominato "Calamares". 
Non è tuttavia disponibile uno strumento di aggiornamenti software automatici per l'avanzamento di release; per provvedere al riguardo bisognerà modificare manualmente i files /etc/apt/sources.list e /etc/apt/sources.list.d e sostituire il nome in codice della versione con quella più recente.

### Sistema di gestione dei pacchetti

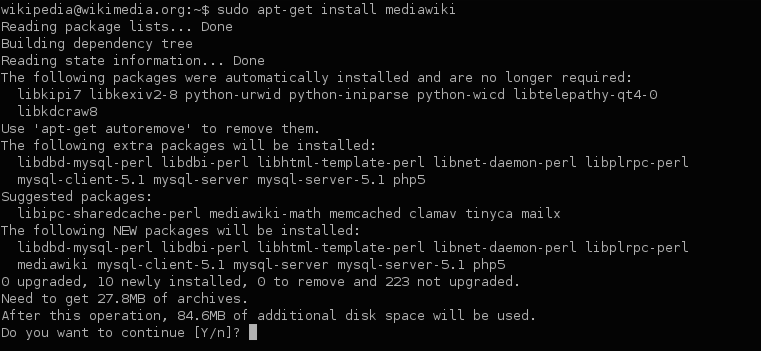
Screenshot Advanced Packaging Tool

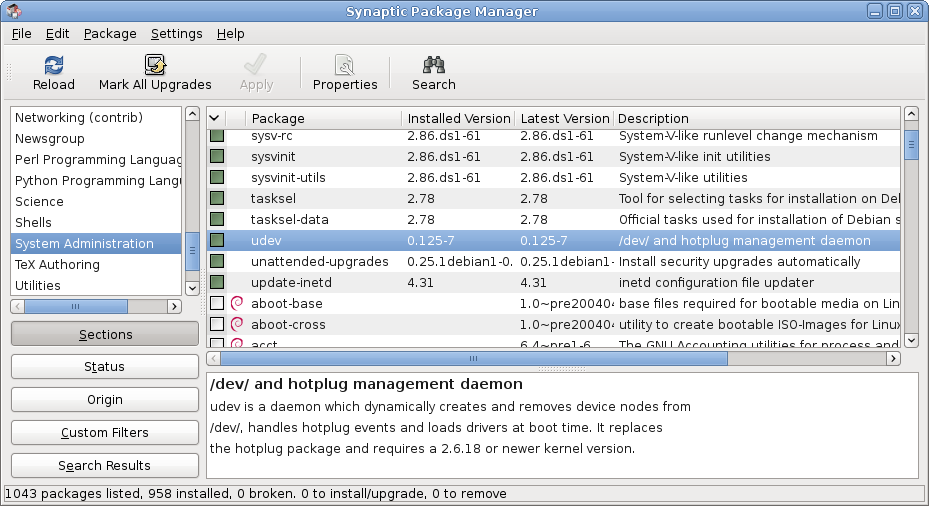
Screenshot Synaptic

Il formato utilizzato per i pacchetti è deb; il sistema di gestione dei pacchetti è costituito da dpkg e dall'Advanced Packaging Tool (APT), introdotto dalla versione 2.1. Questo programma integra un sistema di risoluzione delle dipendenze, la possibilità di effettuare molto facilmente un upgrade (di alcuni pacchetti o dell'intero sistema operativo) e la possibilità di passare da una release ad un'altra. L'installazione, la configurazione e la rimozione dei pacchetti è semplificata e flessibile, e non necessita quasi mai di un boot del computer, così come è supportato l'aggiornamento di programmi in esecuzione. È possibile inoltre mescolare pacchetti provenienti da differenti release di Debian, creando un sistema ibrido.
L'interfaccia a linea di comando di APT è apt-get ed aptitude, che ha anche una modalità grafica semplificata, mentre come front-end grafico predefinito è utilizzato Synaptic.

### I "repositories"
I repositories sono accessibili via internet, ufficialmente i repositories contengono unicamente la sezione main, per via delle politiche esposte nel manifesto Debian. È tuttavia possibile utilizzare sia software non libero e software proprietario gratuito, che software basato su codice non libero per farlo bisogna abilitare le sezioni nei repository, denominate contrib e non-free.
I pacchetti contenuti negli archivi delle varie release sono raggruppati per tipo di licenza software nelle seguenti sezioni:
- main: solo software libero senza alcuna dipendenza non libera.
- contrib: software libero che però dipende da altri pacchetti non liberi per funzionare.
- non-free: software non libero (ma comunque distribuibile gratuitamente).

In passato vi era anche una sezione non-US contenente software crittografico che per motivi legali non poteva essere esportato dagli Stati Uniti. In seguito la legge è stata modificata eliminando la necessità di questa sezione. I repository Debian contengono anche i sorgenti di tutti i pacchetti di software libero. È possibile ricompilare qualsiasi pacchetto (o anche tutti i pacchetti dell'intero sistema in una sola volta) tramite l'uso del pacchetto apt-build, che però al momento non è considerato completamente stabile.

### Pacchetti del kernel
Debian include inoltre la possibilità di ricompilare e nel contempo pacchettizzare un kernel personalizzato, così come, attraverso il pacchetto module-assistant, quella di semplificare notevolmente la compilazione e pacchettizzazione di nuovi moduli del kernel, automatizzandone il download dei sorgenti, la preparazione dell'ambiente per la compilazione e perfino la compilazione per architetture multiple.

## Porting e derivati

### Port non ufficiali
I port non ufficiali sono quei port il cui sviluppo è stato interrotto (principalmente a causa della mancata disponibilità di macchine con una certa architettura hardware sul mercato), o che non sono mai stati ufficialmente pubblicati con una versione stabile.

### Derivati Linux
1. HP Alpha (alpha), interrotto, pubblicato per la prima volta nella versione 2.1, non ha raggiunto i requisiti per essere incluso in Squeeze (6.0)
2. ARM (arm), interrotto, pubblicato per la prima volta con la versione 2.2, non ha raggiunto i requisiti per essere incluso nel in Squeeze (6.0)
3. Atmel AVR (avr32), in lavorazione
4. HP PA-RISC (hppa), interrotto, pubblicato per la prima volta con la versione 3.0, non ha raggiunto i requisiti per essere incluso in Squeeze (6.0)
5. Renesas RISC (m32), abbandonato, port per i processori RISC a 32-bit della Renesas Technology
6. Motorola 68k (m68k), interrotto, pubblicato per la prima volta con la versione 2.0, non ha raggiunto i requisiti per essere incluso in Etch (4.0)
7. Hitachi SuperH (sh), in preparazione

### Non Linux
1. Debian GNU/Hurd (hurd-i386): tentativo di creare un sistema operativo interamente GNU che usi il kernel GNU Hurd.
2. Debian GNU/NetBSD (netbsd-i386 e netbsd-alpha): tentativi, poi abbandonati, di port dell'intero sistema operativo Debian su kernel NetBSD.[2]
3. Debian GNU/kFreeBSD Port dell'intero sistema Debian su kernel FreeBSD, per architetture IA-32 e x86-64.

## Rami di sviluppo
|          |   |           |           |
| upstream |   |           |           |
|          | ↓ | packaging | packaging |
| package  |   |           |           |
|          | ↓ | upload    | upload    |
| incoming |   |           |           |
|          | ↓ | checks    | checks    |
| unstable |   |           |           |
|          | ↓ | migration | migration |
| testing  |   |           |           |
|          | ↓ | freeze    | freeze    |
| frozen   |   |           |           |
|          | ↓ | release   | release   |
| stable   |   |           |           |

Debian GNU/Linux viene sviluppata secondo un modello organizzativo per il quale sono mantenute parallelamente diverse versioni:
- stable;
- testing;
- unstable;
- oldstable;
- oldoldstable;
- experimental.

Queste versioni si differenziano per la frequenza con cui vengono aggiornate.

### Stable
La distribuzione stable (stabile) è l'ultima versione ufficiale di Debian GNU/Linux. Una nuova versione viene pubblicata quando gli sviluppatori ritengono che essa soddisfi i severi requisiti di stabilità e affidabilità autoimposti da Debian. L'ultima versione stabile è la 13 "Trixie", pubblicata il 9 agosto 2025.
Occorre sottolineare che il concetto di stable (stabile) non si riferisce al grado di affidabilità di funzionamento del software, ma al fatto che il software, una volta dichiarato stabile, non subirà nessuna modifica, e manterrà le stesse funzionalità senza introdurne ulteriori: in altre parole, un software dichiarato stabile non subisce aggiunte di nuove funzionalità ma semplicemente mantenuto (cioè vengono corretti gli errori di programmazione e/o i problemi di sicurezza).
Un software stabile è tendenzialmente più sicuro perché evita di introdurre nuove funzionalità, il che equivale a non aggiungere possibili bug di programmazione, per cui, con l'andare del tempo, un software stabile diventa sempre più sicuro e affidabile man mano che nuovi bug vengono scoperti e corretti. L'assenza di bug è la caratteristica maggiormente ricercata dagli amministratori di sistemi informatici, e questo è uno dei motivi per cui la versione stable di Debian riscontra un buon successo tra coloro che installano macchine con funzionalità di server.

### Testing
La distribuzione testing contiene quei pacchetti che sono già stati testati nel ramo unstable per un certo periodo di tempo e che vengono considerati sufficientemente stabili e con un basso numero di bug. Quando la comunità decide che è giunta l'ora di diffondere una nuova versione stabile, la distribuzione testing viene "congelata" per un certo numero di mesi, ovvero non vengono più immessi pacchetti last release provenienti dal ramo unstable, ma solo patch delle versioni dei pacchetti congelati. Quando tutti i release-critical bugs sono stati tutti interamente risolti, solo allora la testing diventa stable, e successivamente viene creato un nuovo ramo testing facendo un fork della nuova stable.
Ha il non trascurabile vantaggio di includere le versioni più aggiornate del software, quindi indicata per un Desktop che intenda utilizzare hardware e tecnologie recenti. Ovviamente i test sulla stabilità e sicurezza non sono ancora definitivi, anche se dal 9 settembre 2005 è previsto il supporto ufficiale del Security Team Debian sul ramo testing.
Il nome in codice dell'attuale distribuzione testing è Trixie.

### Unstable
La distribuzione unstable è la versione di sviluppo di Debian. Contiene il software più aggiornato a disposizione degli utenti Debian, sconsigliato per postazioni Server o se la sicurezza e la stabilità sono ritenuti parametri critici. Viene comunque ritenuta da molti utenti sufficientemente stabile per essere usata da loro. Il suo nome in codice (che non viene mai cambiato in quanto non vengono fatti aggiornamenti di questa distribuzione) è "Sid".

### Oldstable
La distribuzione oldstable è la versione stabile precedente a quella attuale, per la quale continuano tuttavia a uscire aggiornamenti di sicurezza per la durata di un anno. La sua presenza è volta a facilitare il passaggio da una versione stabile alla successiva.
La versione oldstable attuale è la 11.0 "Bullseye", pubblicata nel 2021.

### Oldoldstable
La distribuzione oldoldstable (LTS, o Long Term Support) è la precedente versione oldstable, ovvero la stabile ancor più precedente; essa nasce dalla volontà di venire incontro alle esigenze delle grandi imprese ed aziende estendendo il ciclo di vita di ogni versione a 5 anni anziché i normali 3 (2 di stable e 1 di oldstable).
La oldoldstable sfrutta con successo un team appositamente creato, le cui risorse provengono in buona parte da aziende e contribuenti esterni.
Attualmente a ricoprire il ruolo di oldoldstable è Debian 10 "Buster", succeduta alla 9.0 "Stretch";
Nello specifico il calendario del team LTS, elencato di seguito, sancisce il termine ultimo del supporto di ogni revisione:
- Febbraio 2016: è terminato il supporto di Debian 6 "Squeeze".
- Maggio 2018: è terminato il supporto di Debian 7 "Wheezy".
- Aprile 2020: è terminato il supporto di Debian 8 "Jessie".
- Giugno 2022: è terminato il supporto di Debian 9 "Stretch".
- Luglio 2024: è terminato il supporto di Debian 10 "Buster"

### Experimental
Non è una vera e propria distribuzione in quanto non contiene tutti i pacchetti, ma solo alcune versioni ancora in fase di sviluppo Alpha. L'immissione di tali pacchetti nella distribuzione unstable è peraltro subordinata a controllo discrezionale dello sviluppatore.
Non ha un nome in codice ed il suo uso è sconsigliato anche agli utenti più esperti, in quanto ideata al semplice scopo di organizzazione e sviluppo collettivo di codice ancora fortemente instabile o potenzialmente dannoso.

### Versione "live cd"

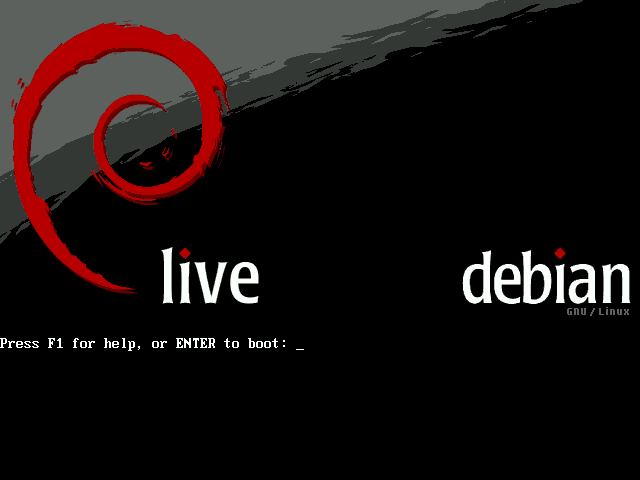
Debian Live

Dalla versione 5.0 (Lenny) Debian presenta i sistemi Live ufficiali per le architetture amd64 e i386.
La versione live CD può essere avviata direttamente da un'unità rimovibile (CD-ROM, DVD, chiavette USB) o da un altro computer sulla rete senza alcun bisogno di installazioni.
Le immagini sono state prodotte con uno strumento denominato live-helper, il quale consente la creazione agevolata di immagini live personalizzate.
Maggiori informazioni sul progetto sono reperibili sul sito ufficiale del progetto Debian Live Project.

## Versioni
I nomi in codice delle distribuzioni Debian sono mutuati dal nome dei personaggi del film di animazione Toy Story - Il mondo dei giocattoli, e sono riportati di seguito.

### Primi rilasci: da Debian 1.1 (Buzz) a Debian 5.0 (Lenny)

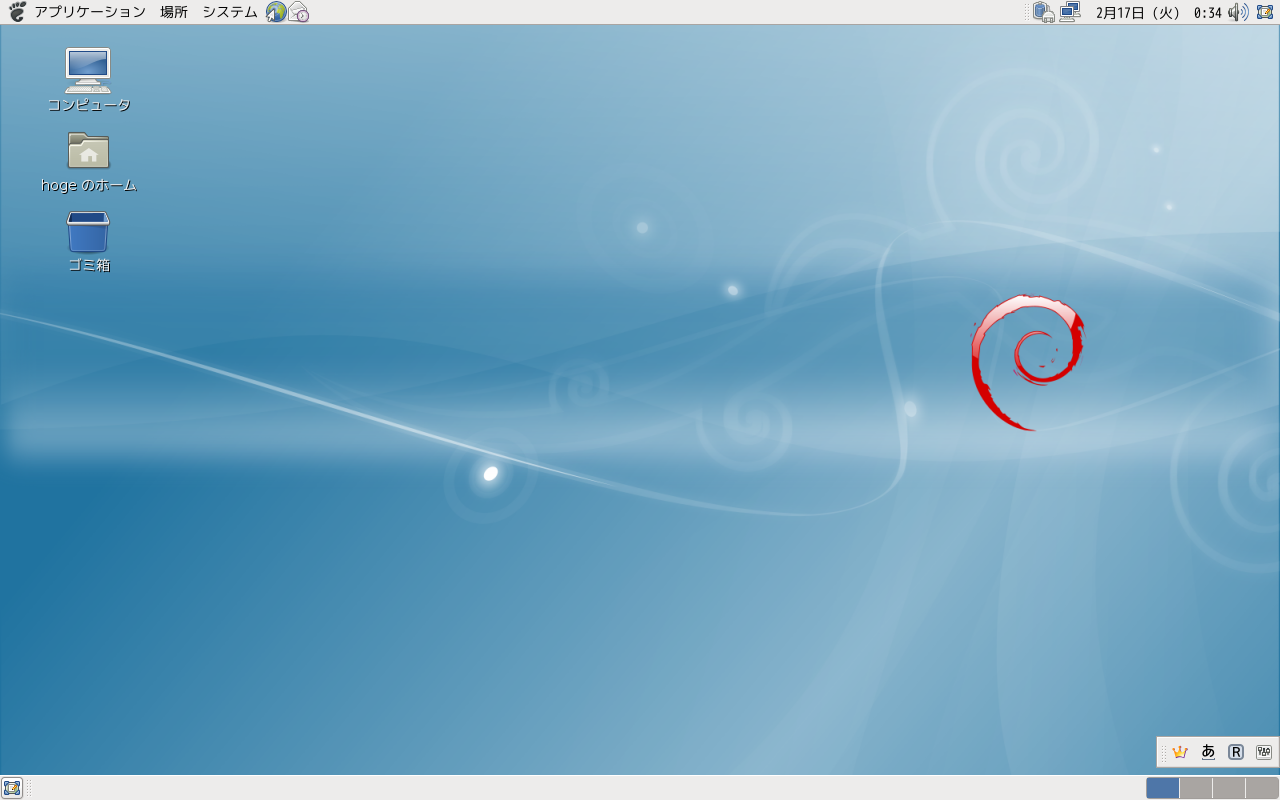
Debian 5 (Lenny)

- 1.1 - Buzz, uscita il 17 giugno 1996
- 1.2 - Rex, uscita il 12 dicembre 1996
- 1.3 - Bo, uscita il 2 giugno 1997
- 2.0 - Hamm, uscita il 24 luglio 1998
- 2.1 - Slink, uscita il 9 marzo 1999
- 2.2 - Potato, uscita il 15 agosto 2000
- 3.0 - Woody, uscita il 19 luglio 2002
- 3.1 - Sarge, uscita il 6 giugno 2005
- 4.0 - Etch, uscita l'8 aprile 2007
- 5.0 - Lenny, uscita il 14 febbraio 2009

Non esiste una versione 1.0 a causa di un problema con un rivenditore di software, che aveva messo in vendita una versione beta di Debian etichettandola come versione 1.0, senza l'approvazione del progetto. Per evitare confusione si decise quindi di saltare questo numero di versione e iniziare dalla 1.1.
Periodicamente sono pubblicate delle revisioni della versione stable corrente (chiamate point release) che includono gli aggiornamenti di sicurezza pubblicati fino a quel momento e altri aggiornamenti che risolvono bug importanti. Queste revisioni vengono identificate incrementando il minor number, cioè il numero a destra del punto.
Questo schema attualmente in uso è stato adottato con la diffusione della prima point release di Wheezy, il 15 giugno 2013; si tratta del secondo cambiamento del modo con cui Debian identifica le revisioni: fino a Debian 4.0, infatti, le revisioni alla versione corrente venivano identificate aggiungendo al numero di versione una lettera r seguita dal numero della revisione.
Ad esempio le revisioni di Debian 4.0 "Etch" sono state:
- 4.0r1 - uscita il 17 agosto 2007
- 4.0r2 - uscita il 27 dicembre 2007
- 4.0r3 - uscita il 17 febbraio 2008
- 4.0r4 - uscita il 26 luglio 2008
- 4.0r5 - uscita il 23 ottobre 2008
- 4.0r6 - uscita il 18 dicembre 2008
- 4.0r7 - uscita il 10 febbraio 2009
- 4.0r8 - uscita l'8 aprile 2009
- 4.0r9 - uscita il 22 maggio 2010

In Debian 5.0 e 6.0 le point release vengono identificate con un micro version number, cioè aggiungendo al numero di versione un punto seguito dal numero della revisione. Il minor release number (la cifra che si trova al centro del numero di versione) doveva servire per identificare gli aggiornamenti di mezza vita, che non furono mai distribuiti per Lenny e Squeeze.

### Debian 6.0 (Squeeze)

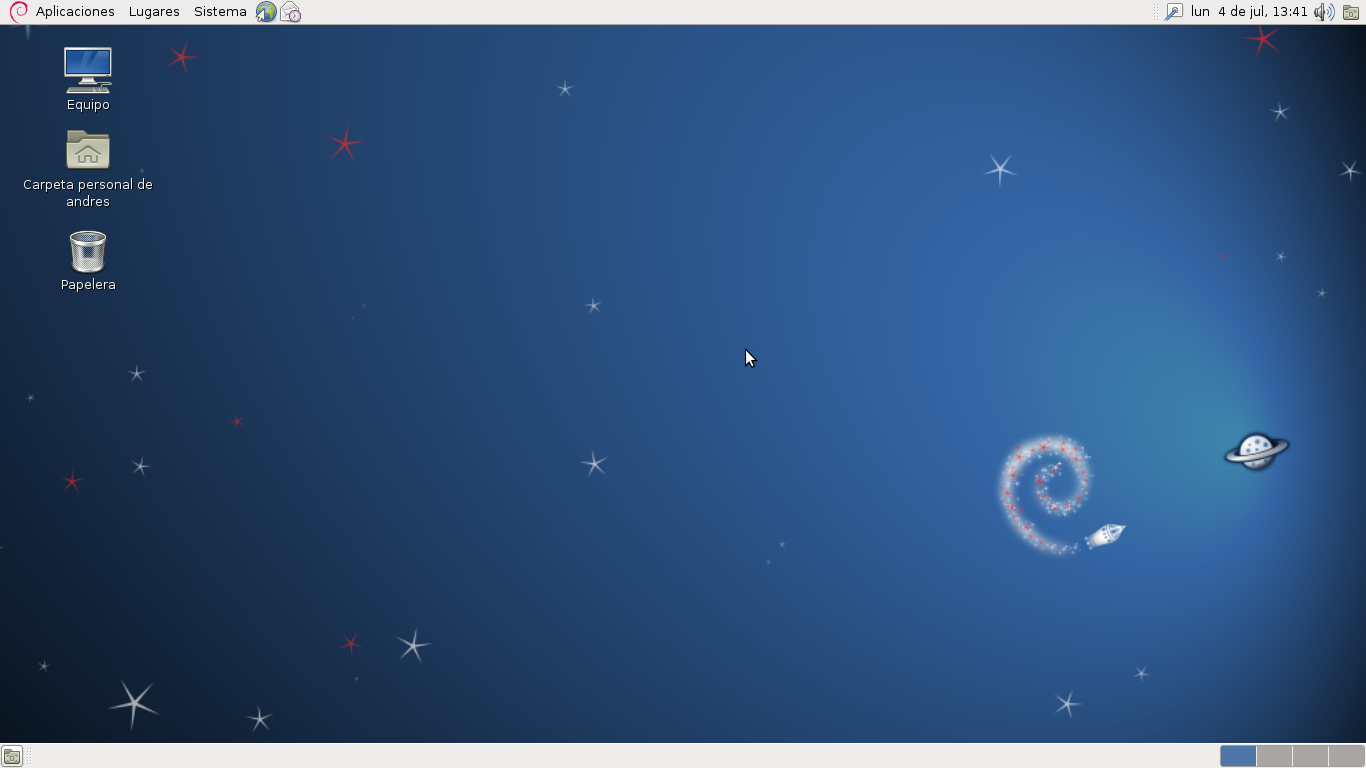
Debian 6.0.2 (Squeeze) con GNOME

Dopo circa 2 anni dalla diffusione di debian 5.0 Lenny, il 6 febbraio 2011 veniva pubblicata Debian 6.0 Squeeze; la novità maggiore è la disponibilità, a fianco della storica versione GNU/Linux, anche una versione con kernel FreeBSD.
Debian 6.0 Squeeze introduce in anteprima due nuovi port del kernel del progetto FreeBSD sul sistema Debian/GNU: Debian GNU/kFreeBSD per i PC a 32-bit (kfreebsd-i386) e a 64-bit (kfreebsd-amd64). Questi port sono in assoluto i primi inclusi in una versione di Debian a non essere basati sul kernel Linux. Il supporto ai comuni programmi server è solido e unisce le funzionalità esistenti delle versioni di Debian basate su Linux con le peculiarità del mondo BSD. Tuttavia, per questa versione i due nuovi port sono limitati: alcune funzionalità avanzate per il desktop non sono ancora supportate.
Un'altra novità assoluta è un kernel Linux completamente libero, che non contiene più firmware problematici: questi sono stati divisi in pacchetti separati e spostati al di fuori dell'archivio principale Debian nell'area non-free dell'archivio, la quale non è abilitata in maniera predefinita. In questo modo gli utenti Debian hanno la possibilità di utilizzare un sistema operativo completamente libero ma possono comunque scegliere, se necessario, di usare i firmware non free. I firmware necessari durante l'installazione possono essere caricati dal sistema di installazione; sono anche disponibili immagini CD e archivi tar speciali per installazioni basate su USB.
Inoltre, Debian 6.0 introduce un sistema di avvio basato sulle dipendenze, rendendo così più rapida e robusta la partenza del sistema tramite l'esecuzione parallela degli script d'avvio e il corretto tracciamento delle loro dipendenze. Diverse altre modifiche, come l'introduzione dell'ambiente KDE Plasma Netbook, fanno sì che Debian si avvicini di più al mondo dei netbook compatti.
Questa versione include le ultime versioni disponibili di molti software, tra i quali:
- KDE Plasma Workspaces e KDE Applications 4.4.5
- una versione aggiornata dell'ambiente desktop GNOME 2.30
- l'ambiente desktop Xfce 4.6
- LXDE 0.5.0
- X.Org 7.5
- OpenOffice.org 3.2.1
- GIMP 2.6.11
- Iceweasel 3.5.16 (una versione di Mozilla Firefox priva del marchio)
- Icedove 3.0.11 (una versione di Mozilla Thunderbird priva del marchio)
- PostgreSQL 8.4.6
- MySQL 5.1.49
- GNU Compiler Collection 4.4.5
- Linux 2.6.32
- Apache 2.2.16
- Samba 3.5.6
- Python 2.6.6, 2.5.5 and 3.1.3
- Perl 5.10.1
- PHP 5.3.3
- Asterisk 1.6.2.9
- Nagios 3.2.3
- Xen Hypervisor 4.0.1 (con il supporto per dom0 e per domU)
- OpenJDK 6b18
- Tomcat 6.0.18
- più di 29 000 altri pacchetti pronti per l'uso, generati a partire da circa 15 000 sorgenti.

Debian 6.0 comprende inoltre più di 10.000 nuovi pacchetti, come il browser Chromium, la suite di controllo Icinga, l'interfaccia Software Center per la gestione dei pacchetti, il gestore delle reti wicd, gli strumenti lxc per i container Linux e il framework per cluster Corosync.
L'11 marzo 2012 esce la prima versione di Debian Edu (aka Skolelinux) basata su Squeeze, una distribuzione rivolta specificatamente alle scuole e istituzioni educative.
Il 29 febbraio 2016 è cessato definitivamente il Long Term Support per Debian Squeeze, che non riceve più aggiornamenti.

#### Revisioni successive
- 6.0.1 - uscita il 18 marzo 2011
- 6.0.2 - uscita il 25 giugno 2011
- 6.0.3 - uscita l'8 ottobre 2011
- 6.0.4 - uscita il 28 gennaio 2012
- 6.0.5 - uscita il 12 maggio 2012
- 6.0.6 - uscita il 29 settembre 2012
- 6.0.7 - uscita il 23 febbraio 2013
- 6.0.8 - uscita il 20 ottobre 2013
- 6.0.9 - uscita il 15 febbraio 2014
- 6.0.10 - uscita il 19 luglio 2014

### Debian 7 (Wheezy)

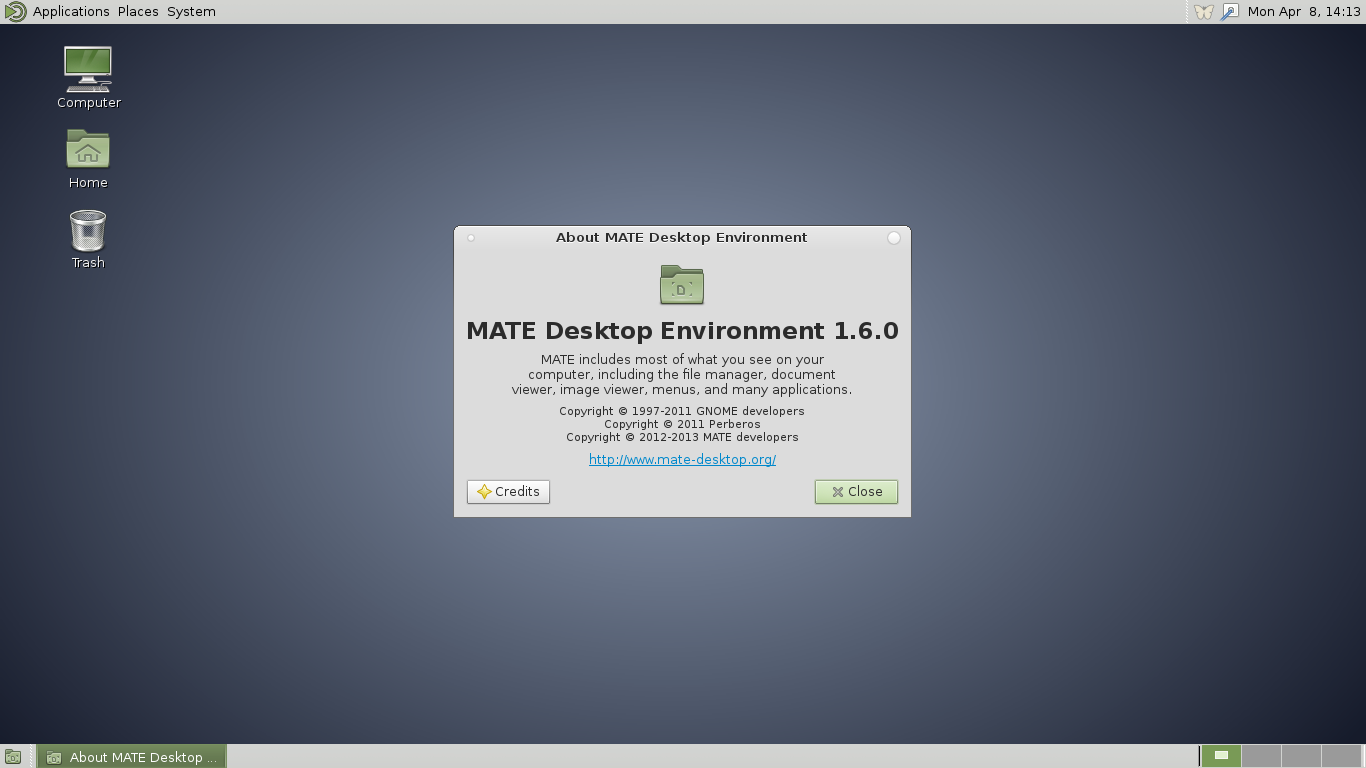
Debian 7 (Wheezy) con MATE

27 mesi dopo l'uscita di debian 6.0 Squeeze, il 4 maggio 2013 veniva pubblicata Debian 7.0 Wheezy, il cui nome deriva dal pinguino di gomma protagonista minore del secondo film, Toy Story 2.
La novità maggiore di questa nuova versione è che porta ai propri utenti un migliorato supporto multiarchitettura, vari strumenti per implementare il cloud private, un installatore migliorato che gestisce software di sintesi vocale, rendendo così l'accessibilità uno dei suoi punti di forza, e una raccolta ampliata di codec multimediali.
Tra i nuovi pacchetti più interessanti ci sono: diversi strumenti forensi; vcsh (gestisce i file di configurazione nella $HOME dell'utente tramite repository git fittizi ed essenziali); Charybdis (un server IRC popolare e solido che è alla base del software dietro alla rete Freenode); pacchetti del sistema Grml; mosh (un terminale per shell remota basato su UDP che lavora meglio di SSH in caso di lentezza); parecchi browser leggeri (dillo, netsurf, surf e xxxterm); libghc-stm-dev, uno strumento che aiuta nella scrittura di programmi con thread a prova di errore; scratch (un ambiente di programmazione facile, interattivo e collaborativo progettato per la creazione di storie interattive, animazioni, giochi, musica e arte) e plymouth (un multiplexer di I/O in fase di boot).
Questa versione include le ultime versioni disponibili di molti software del 2012, tra i quali:
- Apache 2.2.22
- Asterisk 1.8.13.1
- GIMP 2.8.2
- GNOME desktop environment 3.4
- GNU Compiler Collection 4.7.2
- Icedove 10 (versione priva di logo di Mozilla Thunderbird)
- Iceweasel 10 (versione priva di logo di Mozilla Firefox)
- KDE Plasma Workspaces and KDE Applications 4.8.4
- kFreeBSD kernel 8.3 and 9.0
- LibreOffice 3.5.4
- Linux 3.2
- MySQL 5.5.30
- Nagios 3.4.1
- OpenJDK 6b27 and 7u3
- Perl 5.14.2
- PHP 5.4.4
- PostgreSQL 9.1
- Python 2.7.3 and 3.2.3
- Samba 3.6.6
- Tomcat 6.0.35 and 7.0.28
- Xen Hypervisor 4.1.4
- the Xfce 4.8 desktop environment
- X.Org 7.7
- più di 36.000 di altri software liberi pronti all'uso, costruiti a partire da circa 17.000 pacchetti sorgenti.

Le architetture supportate sono: 32-bit PC / Intel IA-32 (i386), 64-bit PC /Intel EM64T / x86-64 (amd64), Motorola/IBM PowerPC (powerpc), Sun/OracleSPARC (sparc), MIPS (mips (big-endian) and mipsel (little-endian)),Intel Itanium (ia64), IBM S/390 (31-bit s390 and 64-bit s390x), and ARMEABI.

#### Revisioni successive
- 7.1 - uscita il 15 giugno 2013
- 7.2 - uscita il 12 ottobre 2013
- 7.3 - uscita il 14 dicembre 2013
- 7.4 - uscita l'8 febbraio 2014
- 7.5 - uscita il 26 aprile 2014
- 7.6 - uscita il 12 luglio 2014
- 7.7 - uscita il 18 ottobre 2014
- 7.8 - uscita il 10 gennaio 2015
- 7.9 - uscita il 5 settembre 2015
- 7.10 - uscita il 2 aprile 2016
- 7.11 - uscita il 4 giugno 2016

### Debian 8 (Jessie)

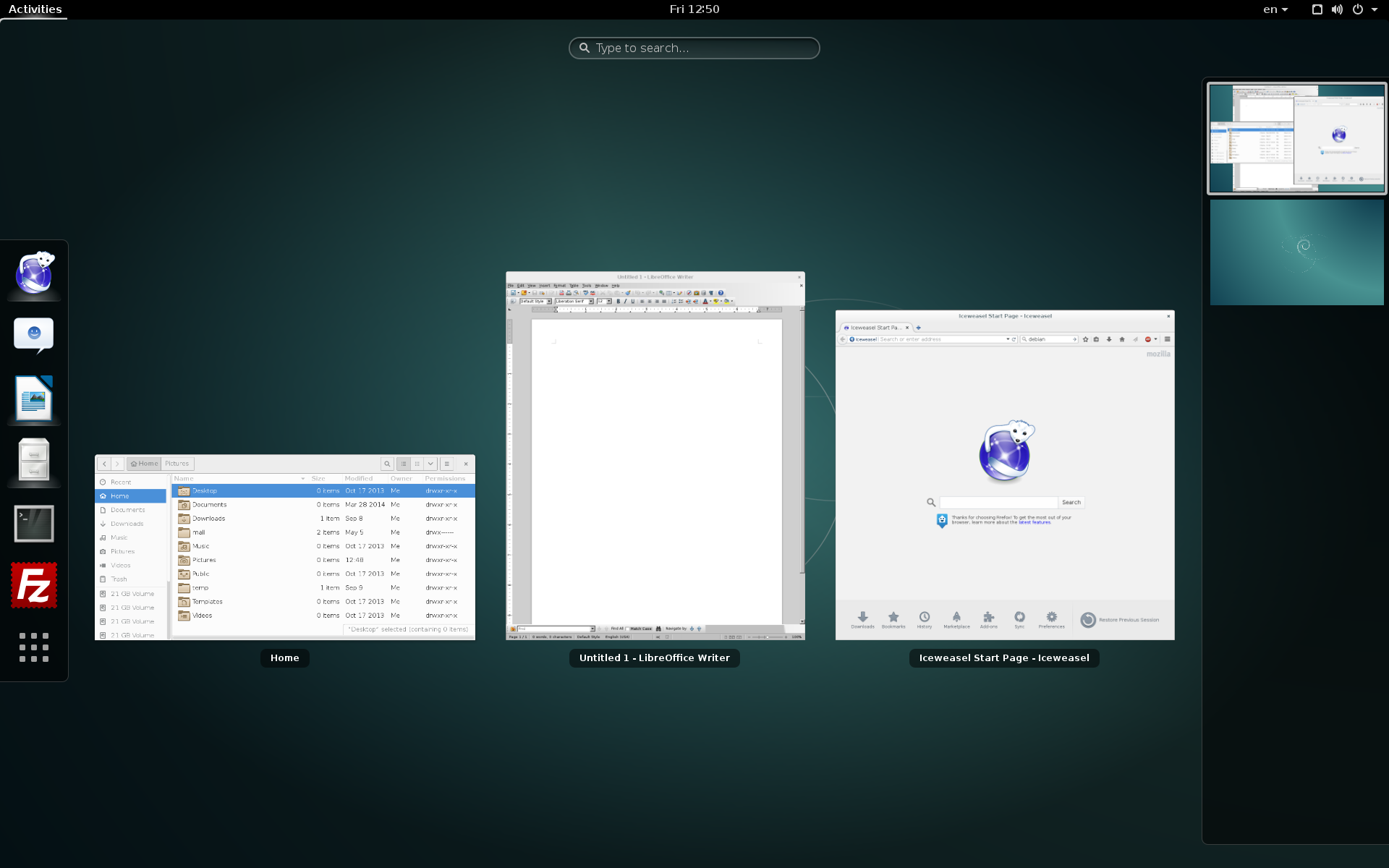
Debian 8.2 (Jessie) con GNOME

Debian 8 è stata rilasciata il 25 aprile 2015.

#### Revisioni successive
- 8.1 - uscita il 6 giugno 2015
- 8.2 - uscita il 5 settembre 2015
- 8.3 - uscita il 23 gennaio 2016
- 8.4 - uscita il 2 aprile 2016
- 8.5 - uscita il 4 giugno 2016
- 8.6 - uscita il 17 settembre 2016
- 8.7 - uscita il 14 gennaio 2017
- 8.8 - uscita il 6 maggio 2017
- 8.9 - uscita il 22 luglio 2017
- 8.10 - uscita il 9 dicembre 2017
- 8.11 - uscita il 23 giu 2018

### Debian 9 (Stretch)

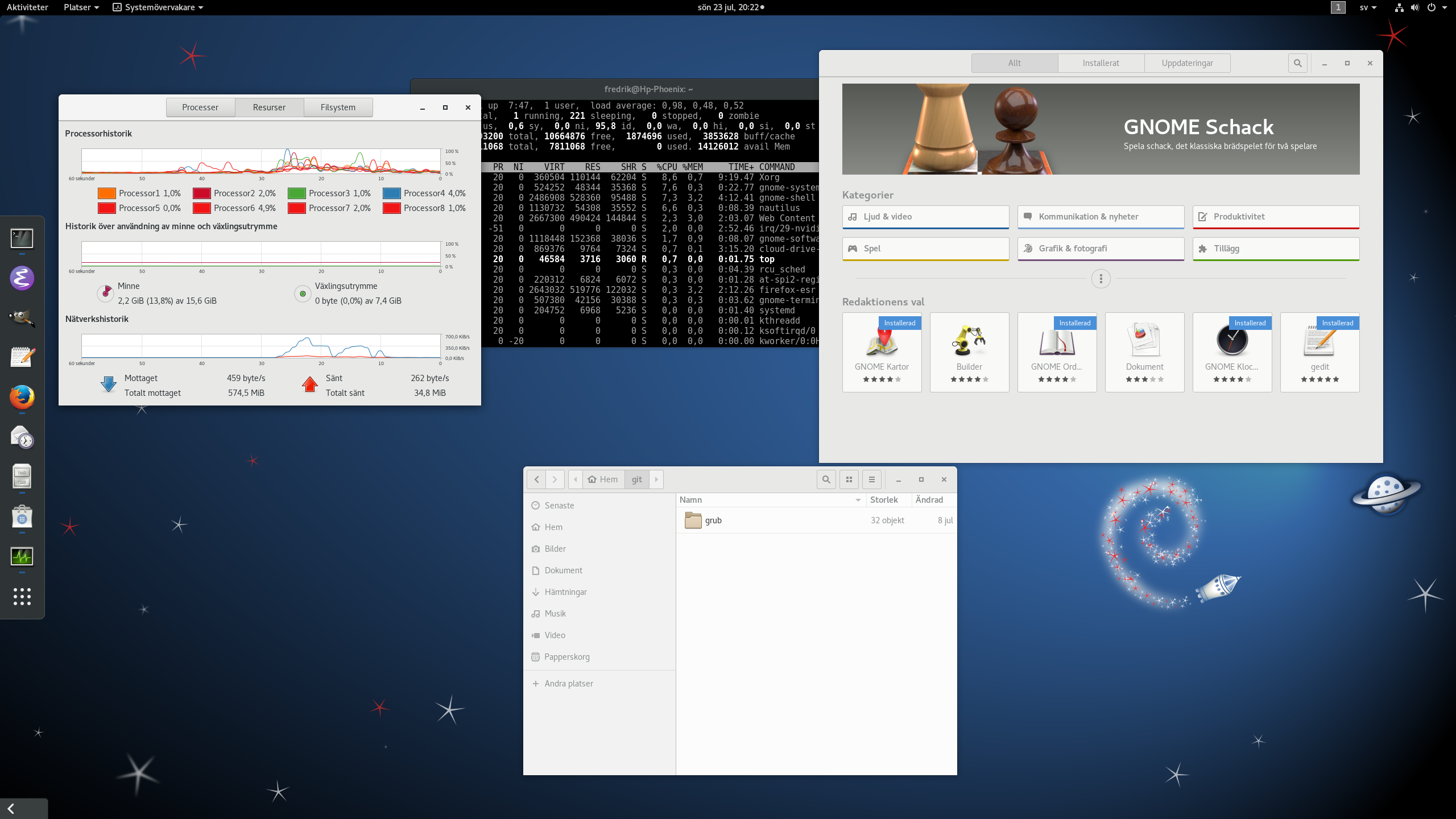
Debian 9 (Stretch) con GNOME Shell 3.22

Introdotta il 17 giugno 2017 dopo 26 mesi di sviluppo, Debian 9 Stretch è stata dedicata al suo fondatore Ian Murdock, deceduto il 28 dicembre 2015 in circostanze sospette. Questa nuova versione era mantenuta per 5 anni fino a giugno 2022, grazie al lavoro combinato del Debian Security team e del Debian Long Term Support team. Tra le novità principali di Debian 9 "Stretch" ci sono MariaDB 10.1, che sostituisce MySQL 5.5, e il ritorno di Firefox e Thunderbird, che rimpiazzano rispettivamente le loro versioni prive di marchio, e cioè Iceweasel e Icedove. Gli sviluppatori hanno migliorato tra l'altro il supporto a UEFI. È presente anche il supporto per l’architettura hardware 64-bit little-endian MIPS (mips64el), mentre non è più supportata l’architettura PowerPC. Sono state anche inserite diverse migliorie per APT e aptitude, che è il front-end per la gestione avanzata dei pacchetti.
A seguire, la lista dei principali pacchetti presenti nei repository di Debian 9 "Stretch":
- Apache 2.4.25
- Asterisk 13.14.1
- Chromium 59.0.3071.86
- Firefox 45.9 (Firefox ESR)
- GIMP 2.8.18
- GNOME desktop environment 3.22
- GNU Compiler Collection 6.3
- GnuPG 2.1
- Golang 1.7
- KDE Frameworks 5.28, KDE Plasma 5.8, e KDE Applications 16.08 con 16.04 per le componenti PIM
- LibreOffice 5.2
- kernel Linux 4.9
- MariaDB 10.1
- MATE 1.16
- OpenJDK 8
- Perl 5.24
- PHP 7.0
- PostgreSQL 9.6
- Python 2.7.13 and 3.5.3
- Ruby 2.3
- Samba 4.5
- systemd 232
- Thunderbird 45.8
- Tomcat 8.5
- Xen Hypervisor
- Xfce 4.12 desktop environment

#### Revisioni successive
- 9.1 - uscita il 22 luglio 2017
- 9.2 - uscita il 7 ottobre 2017
- 9.3 - uscita il 9 dicembre 2017
- 9.4 - uscita il 10 marzo 2018
- 9.5 - uscita il 14 luglio 2018
- 9.6 - uscita il 10 novembre 2018
- 9.7 - uscita il 23 gennaio 2019
- 9.8 - uscita il 16 febbraio 2019
- 9.9 - uscita il 27 aprile 2019

### Debian 10 (Buster)

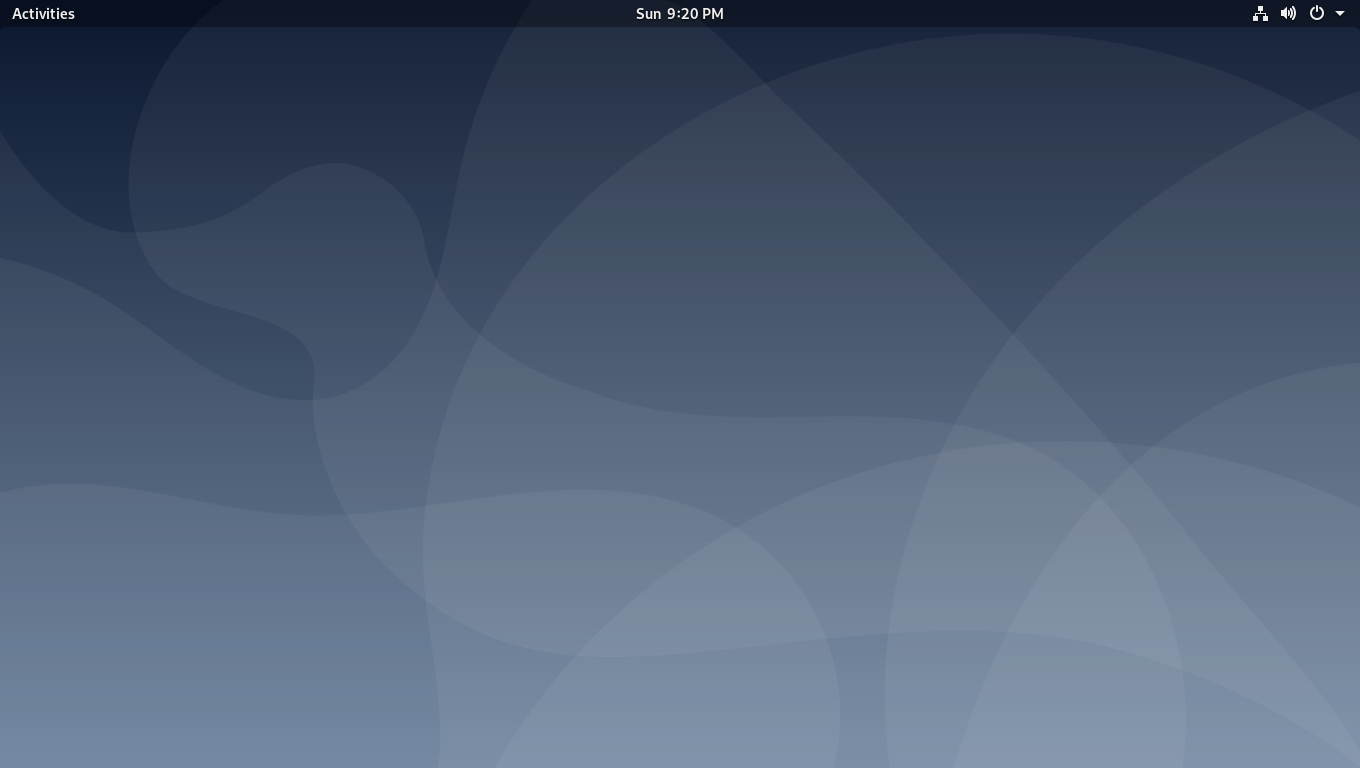
Debian 10 (Buster) con GNOME

Dopo 25 mesi di sviluppo, il 6 luglio 2019 vedeva la luce Debian 10 Buster con:
- Apache 2.4.38
- BIND DNS Server 9.11
- Chromium 73.0
- Emacs 26.1
- Firefox 60.7 (ESR)
- GIMP 2.10.8
- GNU Compiler Collection 7.4 e 8.3
- GnuPG 2.2
- Golang 1.11
- Inkscape 0.92.4
- LibreOffice 6.1
- Linux 4.19
- MariaDB 10.3
- OpenJDK 11
- Perl 5.28
- PHP 7.3
- PostgreSQL 11
- Python 3 3.7.2
- Ruby 2.5.1
- Rustc 1.34
- Samba 4.9
- systemd 241
- Thunderbird 60.7.2
- Vim 8.1

Inoltre sono presenti gli ambienti grafici:
- Cinnamon 3.8
- GNOME 3.30
- KDE Plasma 5.14
- LXDE 0.99.2
- LXQt 0.14
- MATE 1.20
- Xfce 4.12

#### Revisioni successive
- 10.1 - uscita il 7 settembre 2019[61]

### Debian 11 (Bullseye)

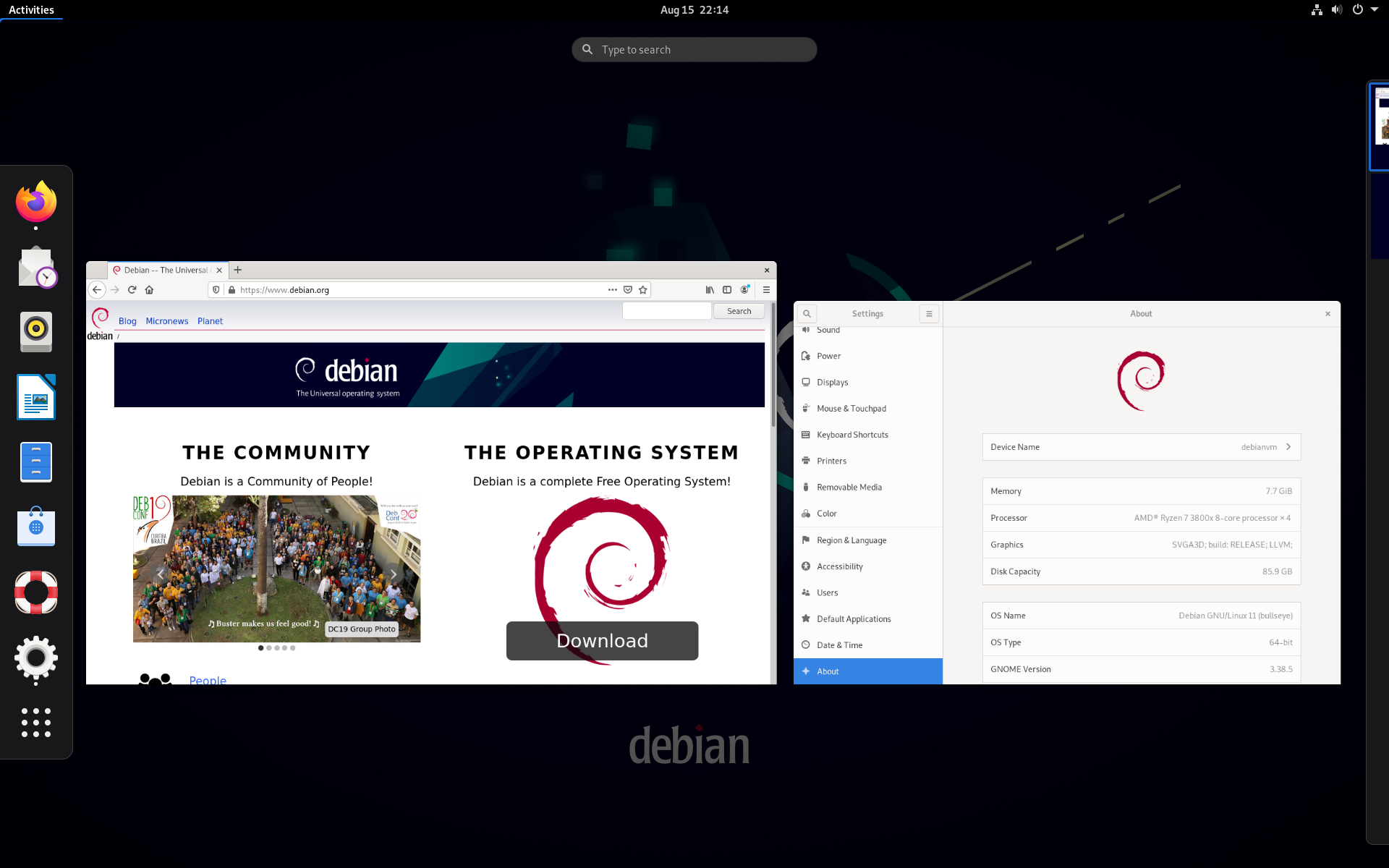
Debian 11 (Bullseye) con GNOME

Dopo circa 2 anni dalla versione precedente, il 14 agosto 2021 usciva Debian 11 "Bullseye".
Questa versione, oltre ad essere la prima a integrare un kernel che supporta il file system exFAT, include molti aggiornamenti del software rispetto a Buster, tra i quali:
- Apache 2.4.48
- BIND DNS Server 9.16
- Calligra 3.2
- Cryptsetup 2.3
- Emacs 27.1
- GIMP 2.10.22
- GNU Compiler Collection 10.2
- GnuPG 2.2.20
- Inkscape 1.0.2
- LibreOffice 7.0
- Linux kernel 5.10 series
- MariaDB 10.5
- OpenSSH 8.4p1
- Perl 5.32
- PHP 7.4
- PostgreSQL 13
- Python 3, 3.9.1
- Rustc 1.48
- Samba 4.13
- Vim 8.2

Tra gli altri ambienti grafici include:
- Gnome 3.38
- Plasma 5.20
- LXDE 11
- LXQt 0.16
- MATE 1.24
- Xfce 4.16

### Debian 12 (Bookworm)

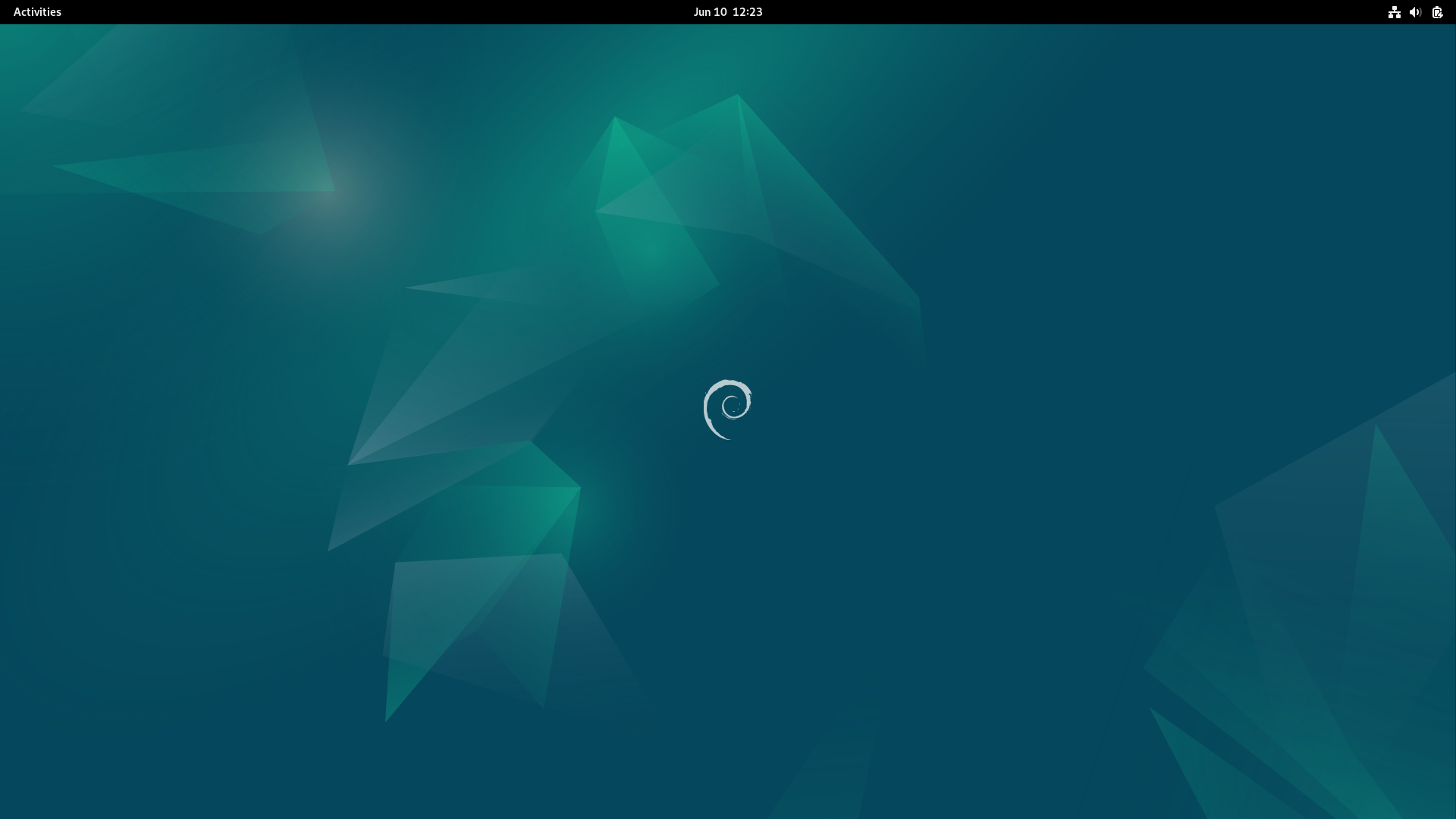
Debian 12 (Bookworm) con GNOME

Il 10 giugno 2023 usciva Debian 12 "Bookworm".

## Distribuzioni derivate
Numerose distribuzioni sono basate su Debian.
Tra queste:
- Aptosid
- BackSlash Linux
- Baltix
- Bharat Linux
- CrunchBang Linux
- Damn Small Linux
- Deepin
- Devuan
- Finnix
- HandyLinux
- Linux Mint Debian Edition
- Kali Linux
- Knoppix
- MEPIS
- Linux MODICIA O.S.
- Musix GNU+Linux
- MX Linux
- Parsix
- Q4OS
- Raspberry Pi OS
- SolydXK
- So.Di.Linux
- Trisquel GNU/Linux
- Ubuntu
- Webconverger
- Parrot OS